# Нагорне Шеніно
Наго́рне Ше́ніно (рос. Нагорное Шенино, ерз. Нагорное Шенино) — присілок у складі Краснослободського району Мордовії, Росія. Входить до складу Старорябкинського сільського поселення.
Населення — 11 осіб (2010; 17 у 2002).
Національний склад (станом на 2002 рік):
- росіяни — 94 %